# Чемпіонат світу з лижних видів спорту 2011

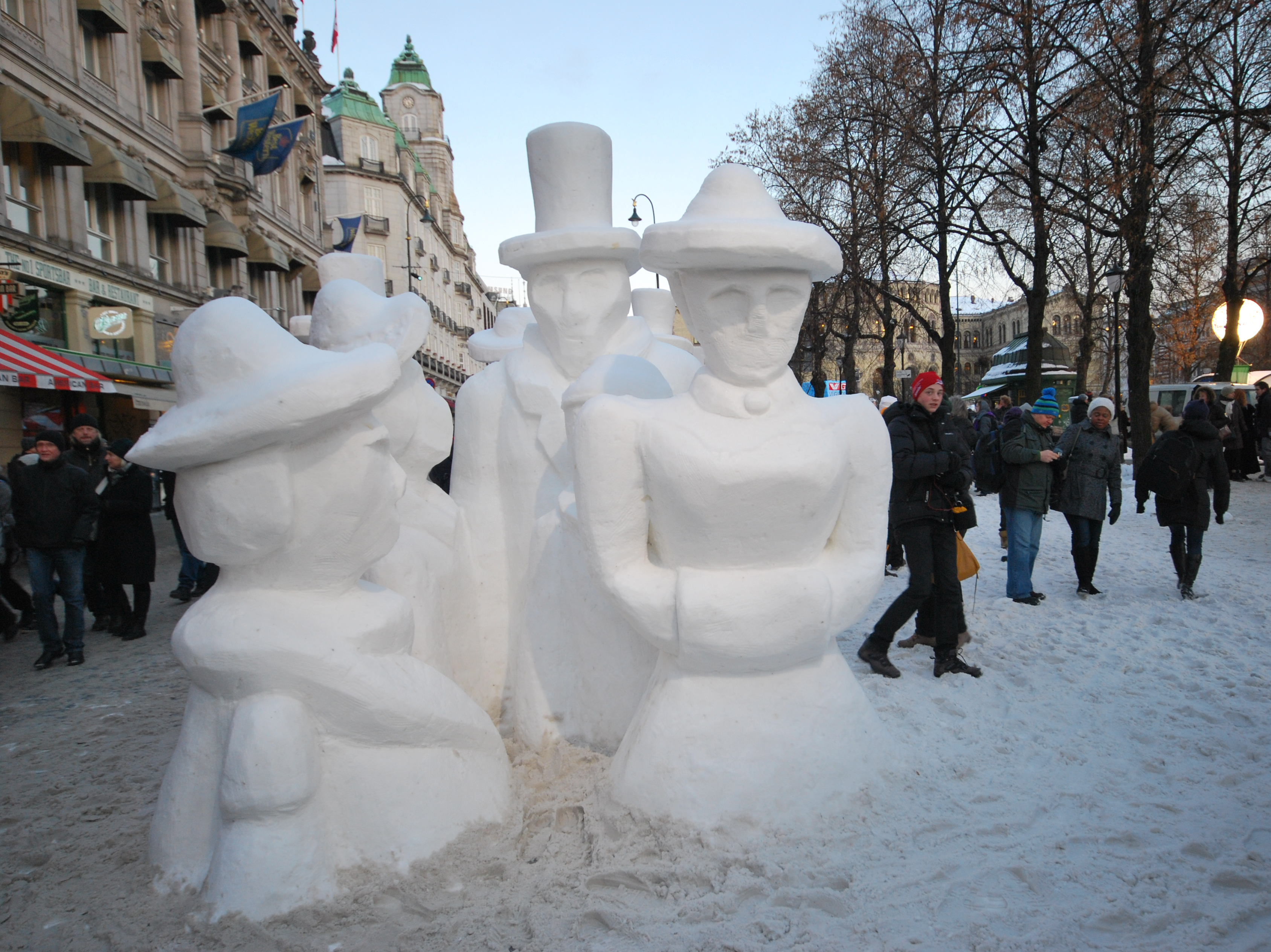
Скульптури із криги та снігу «Вечір на Карл Йоган» за мотивами Едварда Мюнха, розташовані на головній вулиці Осло Карл Йога гейт під час чемпіонату світу як складова культурної програми. Скульптор Лука Бонетті, Італія.

Чемпіонат світу з лижних видів спорту 2011 проходив з 23 лютого по 6 березня 2011 в Осло, Норвегія на Холменколленівській національній арені. Чемпіонат відбувався у Холменколлені вп'яте, попередніх разів у 1930, 1952, 1966 та 1982 роках. Як і попередніх років ці ігри збігалися з Холменколленським лижним фестивалем. 

## Переможці та призери

### Лижні перегони, чоловіки
| Дисципліна             | Золото                                                                        | Час       | Срібло                                                                 | Час       | Бронза                                                             | Час       |
| ---------------------- | ----------------------------------------------------------------------------- | --------- | ---------------------------------------------------------------------- | --------- | ------------------------------------------------------------------ | --------- |
| 15 км класичним стилем | Матті Хейккінен Фінляндія                                                     | 38:14.7   | Елдар Реннінг Норвегія                                                 | +13.3     | Мартін Йонсруд Сунбі Норвегія                                      | +31.9     |
| Дуатлон 30 км          | Петтер Нортуг Норвегія                                                        | 1:14:10.4 | Максим Вилегжанин Росія                                                | 1:14:11.1 | Ілля Черноусов Росія                                               | 1:14:11.6 |
| 50 км вільним стилем   | Петтер Нортуг Норвегія                                                        | 2:08:09.0 | Максим Вилегжанин Росія                                                | + 1.7     | Торд Асле Ґйордален Норвегія                                       | + 6.3     |
| Естафета 4 x 10 км     | Норвегія Мартін Йонсруд Сунбі Елдар Реннінг Торд Асле Ґ'єрдален Петтер Нортуг | 1:40:10.2 | Швеція Данієль Рікардссон Юхан Ульссон Андерс Седергрен Маркус Гельнер | + 1.3     | Німеччина Єнс Фільбріх Аксель Тайхманн Франц Герінг Тобіас Ангерер | + 5.7     |
| Спринт                 | Маркус Гельнер Швеція                                                         | 2:57.4    | Петтер Нортуг Норвегія                                                 | 2:58.0    | Еміль Єнссон Швеція                                                | 2:58.5    |
| Командний спринт       | Девон Кершоу Алекс Гарві Канада                                               | 19:10.0   | Петтер Нортуг Ула Віґен Гаттестад Норвегія                             | 19:10.2   | Олександр Панжинський Микита Крюков Росія                          | 19:10.4   |

### Лижні перегони, жінки
| Дисципліна             | Золото                                                                       | Час       | Срібло                                                           | Час     | Бронза                                                                              | Час      |
| ---------------------- | ---------------------------------------------------------------------------- | --------- | ---------------------------------------------------------------- | ------- | ----------------------------------------------------------------------------------- | -------- |
| 10 км класичним стилем | Маріт Б'єрген Норвегія                                                       | 27:39.3   | Юстина Ковальчик Польща                                          | 27:43.4 | Айно-Кайса Саарінен Фінляндія                                                       | 27:49.0  |
| Дуатлон 15 км          | Маріт Б'єрген Норвегія                                                       |           | Юстина Ковальчик Польща                                          |         | Терезе Йогауґ Норвегія                                                              |          |
| 30 км вільним стилем   | Терезе Йогауґ Норвегія                                                       | 1:23:45.1 | Маріт Б'єрген Норвегія                                           | + 44.0  | Юстина Ковальчик Польща                                                             | + 1:34.0 |
| Естафета 4 x 5 км      | Норвегія Вібеке Скофтеруд Терезе Йогауґ Крістін Стормер Стейра Маріт Б'єрген | 53:30.0   | Швеція Іда Інгемарсдоттер Анна Хоґ Брітта Норгрен Шарлотта Калла | +36.1   | Фінляндія Пірйо Муранен Айно-Кайса Саарінен Ріїтта-Ліїса Ропонен Кріста Лахтеенмякі | +59.8    |
| Спринт                 | Маріт Б'єрген Норвегія                                                       | 3:03.9    | Аріанна Фолліс Італія                                            | 3:04.1  | Петра Майдич Словенія                                                               | 3:04.4   |
| Командний спринт       | Іда Інгемарсдоттер Шарлотта Калла Швеція                                     | 19:25.0   | Айно-Кайса Саарінен Кріста Лахтеенмякі Фінляндія                 | 19:28.3 | Майкен Касперсен Фалла Астрід Якобсен Норвегія                                      | 19:29.1  |

### Лижне двоборство, чоловіки
| Дисципліна                                | Золото                                                              | Час     | Срібло                                                                 | Час     | Бронза                                                       | Час     |
| ----------------------------------------- | ------------------------------------------------------------------- | ------- | ---------------------------------------------------------------------- | ------- | ------------------------------------------------------------ | ------- |
| Індивідуальні, великий трампін + 10 км    | Джейсон Ламі-Шаппюї Франція                                         |         | Йоганнес Рідзек Німеччина                                              |         | Ерік Френцель Німеччина                                      |         |
| Індивідуальні, нормальний трампін + 10 км | Ерік Френцель Німеччина                                             |         | Тіно Едельманн Німеччина                                               |         | Фелікс Ґоттвальд Австрія                                     |         |
| Командні, нормальний трампін + 4 x 5 км   | Австрія Давид Крайнер Бернгард Грубер Фелікс Ґоттвальд Маріо Штехер | 48:07.8 | Німеччина Йоганнес Рідзек Б'єрн Кірхайзен Тіно Едельманн Ерік Френцель | 48:08.2 | Норвегія Ян Шмід Магнус Моан Мікко Кокслієн Говард Клеметсен | 48:14.4 |
| Командні, великий трамплін + 4 x 5 км     | Австрія Бернгард Грубер Давид Крайнер Фелікс Ґоттвальд Маріо Штехер | 47:12.3 | Німеччина Йоганнес Рідзек Б'єрн Кірхайзен Ерік Френцель Тіно Едельманн | +0.1    | Норвегія Мікко Кокслієн Говард Клеметсен Ян Шмід Магнус Моан | +40.6   |

### Стрибки з трампліна
| Дисципліна                     | Золото                                                                 | Очки   | Срібло                                                                 | Очки   | Бронза                                                               | Очки  |
| ------------------------------ | ---------------------------------------------------------------------- | ------ | ---------------------------------------------------------------------- | ------ | -------------------------------------------------------------------- | ----- |
| Індивідуальні HS 106, чоловіки | Томас Моргенштерн Австрія                                              | 269.2  | Андреас Кофлер Австрія                                                 | 260.1  | Адам Малиш Польща                                                    | 252.2 |
| Індивідуальні HS 134, чоловіки | Грегор Шліренцауер Австрія                                             | 277.5  | Томас Морґенштерн Австрія                                              | 277.2  | Сімон Амманн Швейцарія                                               | 274.3 |
| Командні HS 106, чоловіки      | Австрія Грегор Шліренцауер Мартін Кох Андреас Кофлер Томас Морґенштерн | 1025.5 | Норвегія Андерс Якобсен Бойрн Ейнар Рамерен Андерс Бардал Томас Гільде | 1000.5 | Німеччина Мартін Шмітт Міхаель Ноймаєр Міхаель Урманн Зеверін Фройнд | 968.2 |
| Командні HS 134, чоловіки      | Австрія Грегор Шліренцауер Мартін Кох Андреас Кофлер Томас Морґенштерн | 500.0  | Норвегія Андерс Якобсен Йоган Ремен Евансен Андерс Бардал Томас Гільде | 456.4  | Словенія Петер Превц Юрій Тепеш Єрней Дам'ян Роберт Краньєц          | 452.6 |
| Індивідуальні HS 106, жінки    | Даніела Ірашко Австрія                                                 | 231,7  | Елена Рунґґальдьєр Італія                                              | 218,9  | Колін Маттель Франція                                                | 211,5 |

## Медалі

### Медальний залік
| Місце | Країна    | Золото | Срібло | Бронза | Загалом |
| ----- | --------- | ------ | ------ | ------ | ------- |
| 1     | Норвегія  | 8      | 6      | 6      | 20      |
| 2     | Австрія   | 7      | 2      | 1      | 10      |
| 3     | Швеція    | 2      | 2      | 1      | 5       |
| 4     | Німеччина | 1      | 4      | 3      | 8       |
| 5     | Фінляндія | 1      | 1      | 2      | 4       |
| 6     | Франція   | 1      | 0      | 1      | 2       |
| 7     | Канада    | 1A     | 0      | 0      | 1       |
| 8     | Росія     | 0      | 2      | 2      | 4       |
| 8     | Польща    | 0      | 2      | 2      | 4       |
| 10    | Італія    | 0      | 2      | 0      | 2       |
| 11    | Словенія  | 0      | 0      | 2      | 2       |
| 12    | Швейцарія | 0      | 0      | 1      | 1       |
|       | Всього    | 21     | 21     | 21     | 63      |

A Канада вперше здобула золоту медаль на чемпіонатах світу з лижних видів спорту.

## Країни учасниці
У чемпіонаті взяли участь представники 50 країн. Алжир та Люксембург знялися.
| - Андорра - Аргентина - Вірменія - Австралія - Австрія - Білорусь - Боснія і Герцеговина - Бразилія - Болгарія - Канада - КНР - Хорватія - Чехія | - Данія - Естонія - Фінляндія - Франція - Німеччина - Велика Британія - Греція - Угорщина - Іран - Ірландія - Ізраїль - Італія - Японія | - Казахстан - Кенія - Киргизстан - Латвія - Литва - Макао - Молдова - Нідерланди - Нова Зеландія - Норвегія - Перу - Польща | - Румунія - Росія - Словаччина - Словенія - Південна Корея - Іспанія - Швеція - Швейцарія - Туреччина - Україна - США - Венесуела |

## Виноски
1. ↑  Tentative dates and programs for the FIS Nordic World Ski Championships 2011. — accessed March 12, 2008.
2. ↑  Canada wins men's relay gold at Nordic worlds
3. ↑  Nations signed up